# Áfetas

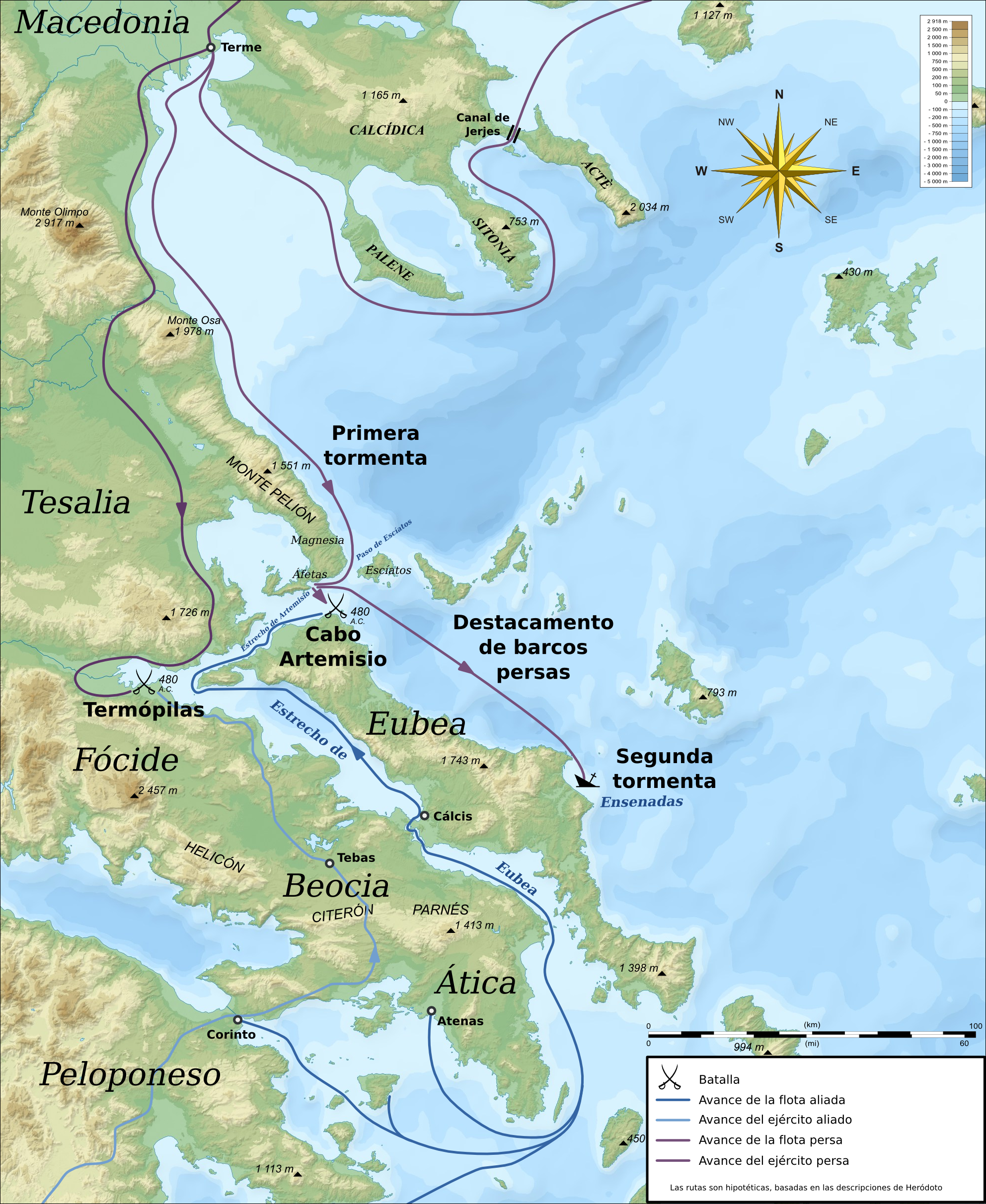
Mapa de los movimientos de las batallas de las Termópilas y Artemisio, donde se observa la situación de Áfetas, al sur de Magnesia, frente al cabo Artemisio, al norte de Eubea.

Áfetas (en griego, Ἀφεταί) es el nombre de un antiguo asentamiento griego de Tesalia.
Según una tradición mencionada por Estrabón, el significado de su nombre está relacionado con haber sido el  punto de partida de los argonautas en su expedición en busca del vellocino de oro; sin embargo Heródoto decía que su significado estaba relacionado con haber sido el lugar donde los argonautas dejaron abandonado a Heracles tras haberle mandado a buscar agua. Estrabón sitúa Áfetas cerca de Págasas y añade que su región se caracterizaba por la blancura de su suelo.
Áfetas fue el puerto donde atracaron las naves persas en el año 480 a. C., y convirtieron en su base naval antes y durante la batalla de Artemisio. También se contaba que Escilias de Escíone, considerado el mejor buzo de su tiempo, había desertado del bando persa y se había pasado al bando de los griegos, tras lanzarse al mar en Áfetas y hacer la travesía bajo el agua hasta llegar a Artemisio, aunque Heródoto consideraba falsa esta noticia y creía que Escilias había llegado a Artemisio en una barca. Puesto que Heródoto dice que había 80 estadios entre Áfetas y Artemisio, se ha supuesto que Áfetas debía estar localizada en la costa sur de Magnesia, frente a la bahía de Pevki de Eubea. También se ha sugerido que Áfetas podría haber estado dentro del golfo de Págasas, debido a otro pasaje en el que Heródoto menciona que las naves persas habían entrado en el mencionado golfo.